# Luiche
Luiche (Alicante, 20 de agosto de 1940-Monóvar, Alicante, 22 de julio de 2024) fue un futbolista y entrenador de fútbol español que jugó en la posición de lateral derecho.

## Carrera

### Jugador
| Periodo   | Club            |
| --------- | --------------- |
| 1958–1962 | Villena CF      |
| 1962–1964 | Monóvar CD      |
| 1964–1965 | UD Oliva        |
| 1965–1966 | CF Calvo Sotelo |
| 1966–1967 | SD Ibiza        |
| 1967–1968 | CD Eldense      |
| 1968–1971 | Villarreal CF   |
| 1971–1972 | CD Benicarló    |
| 1972–1974 | Villena CF      |

### Entrenador
| Periodo   | Club              |
| --------- | ----------------- |
| 1974–1975 | UD Petrelense CF  |
| 1975–1977 | Santa Pola CF     |
| 1977–1978 | AP Almansa        |
| 1978–1979 | CD Eldense        |
| 1980      | CD Eldense        |
| 1980–1981 | Albacete Balompié |
| 1981–1982 | Yeclano CF        |
| 1982–1983 | CD Eldense        |
| 1984      | CD Alcoyano       |
| 1985–1986 | CF Nules          |
| 1986–1988 | Villarreal CF     |
| 1988–1991 | CD Castellón      |
| 1991      | CE Sabadell FC    |
| 1992      | Cartagena FC      |
| 1994      | CD Castellón      |
| 1995–1996 | CD Alcoyano       |
| 1996      | CD Castellón      |
| 1998      | Novelda CF        |

## Legado
En mayo de 2012 la ciudad de Villena nombró a su estadio con su nombre.

## Logros
- Segunda División de España (1): 1988/89